# Elvire de Castille (régente de León)
Pour l’article homonyme, voir Elvire de Castille.
Elvire de Castille (978 - 1017) était une fille du comte García Ier de Castille. Elle épousa en 991 le roi Bermude II de León. Elle fut régente de 999 à 1007 pendant la minorité de son fils Alphonse V de León.